# Valentín Simondi
Valentín Simondi (Oliva, Córdoba, 18 de mayo de 2000) es un baloncestista argentino que juega en la posición de ala-pívot. Actualmente integra el plantel de Macabi Mendoza, equipo que compite en la Superliga de Básquetbol de Mendoza en Argentina.

## Trayectoria
Simondi comenzó a jugar muy tempranamente con el equipo superior de Independiente de Oliva, actuando al mismo tiempo con el seleccionado juvenil de Córdoba en las diversas categorías del Campeonato Argentino de Básquet Junior y en la modalidad de baloncesto 3x3. 
En agosto de 2019 fue transferido al club Bahía Basket. En la primera temporada en su nuevo equipo fue designado a la escuadra de la Liga de Desarrollo, pero ya a partir de la segunda entró en la rotación del plantel que disputaba la Liga Nacional de Básquet. En su último año con los bahienses jugó en La Liga Argentina.
Simondi se unió a Rivadavia, otro equipo de la segunda división del baloncesto profesional argentino, en agosto de 2022.

## Selección nacional
Simondi integró el plantel del combinado nacional que participó del Campeonato Mundial de Baloncesto Sub-19 de 2019 en Grecia. Ese mismo año también integró la escuadra juvenil argentina de baloncesto 3x3 que representó al país en el Campeonato Mundial de Baloncesto 3x3 Sub-23 en China y en los Juegos Mundiales de Playa en Catar. En ambos torneos sus compañeros fueron Juan Esteban de la Fuente, Fausto Ruesga y Nicolás Nieto. 

## Vida privada
Simondi es contador público egresado de la Universidad Siglo 21.
Es hermano del también baloncestista profesional Estéfano Simondi.